# Liste des marae en Polynésie française
Cette liste recense les marae de Polynésie française.

## AuxÎles du Vent
| Lieu     | Sites                                  | Dédié à | Descriptif |
| -------- | -------------------------------------- | ------- | --- |
| Afaahiti |                                        |         | |
| Arue     | Marae Ahutoru ou Terahoi à Papaoo      |         | |
|          | Marae Eahurii                          |         | Terre Eahurii |
|          | Marae Tarahoi                          | Oro     | Marae de Pomare 1er |
|          | Marae Tuatahi                          |         | Terre Paparapu |
| Faaa     | Marae Ahu Rai                          |         | |
| Faaone   | Marae Atitapu                          |         | qui renfermait les énigmes cachées d'anciens chefs. Teruaovarirua et Terioinia sont des marae de la reine de Maumaureva                                                                                         |
|          | Marae Hitiaa                           |         | Peut-être celui de la princesse Huitoa i Iriti, première épouse de Teva, prince régnant de Papara et fils d'un prince de Havai'i et de Hotutu, princesse régnante de Papeari.                                   |
|          | Marae Haamoeira                        |         | Peut-être situé sur la terre Tuvanaa |
|          | Marae de Putaimaruiteututau            |         | En direction de la mer à Outuofai, près de la falaise de Puaiti, c’était là l’énigme du guerrier que l’on appelait Vaitavatava.                                                                                 |
| Hitiaa   | Marae Taputapuatea                     |         | Derrière le temple protestant |
|          | Marae Tehahumoana                      |         | |
| Mahaena  | Marae Fareura                          |         | Terre Fareura |
|          | Marae Teturui                          |         | Terre Teturui |
|          | Marae Ofaimao                          |         | Terre Ofaimao |
|          | Marae Raautatai                        |         | |
|          | Marae Raiipu                           |         | |
| Mahina   | Marae Fareroi                          |         | Terre Rautiti - Marae de Purea, morte en 1775 |
|          | Marae Pau Pua                          |         | |
| Mataiea  | Outu Roa                               |         | |
| Paea     | Marae Arahurahu                        |         | 23e km, à 1 km à l'intérieur |
| Paea     | Marae Aratua                           |         | Terre Tefaaito vallée Orofero |
| Paea     | Marae Narii ou Utuaimahurau ou Taiaore | Oro     | 22e km, sur la mer en face de l'école de Paea - Second marae consacré à Oro. |
| Paea     | Marae Taata ou Vaiteaho                |         | 21e km, Papehue - Marae de l'arii Tutaha |
| Paea     | Marae Teua                             |         | Terre Tenuumanu, Vallée Orofero |
| Papara   | Marae Fare Pua                         |         | |
| Papara   | Marae Mahaiatea                        | Oro     | Le plus grand marae de Tahiti construit par Purea en 1766-1768 pour son fils Teriirere. Ruines encore visibles. Après le déluge, le dieu sous-marin Rua Hotu apporta la pierre de fondation de ces trois marae. |
| Papara   | Marae Mataoa                           |         | Est de la rivière Apomaoro - Marae des Teva |
| Papara   | Marae Taputuarai                       |         | Marae de Amo, époux de Purea |
| Papara   | Marae Tooarai                          |         | Ancien marae de Mahaiatea |
| Papeari  | Marae Farepua                          |         | |
| Papeete  | Marae Taputapuatea                     | Oro     | Taunoa - Marae du père de Pomare 1er. Sa pierre de fondation fut apportée du grand marae de Raiatea. |
| Papeete  | Marae Tu Marama                        |         | |
| Papenoo  | Marae Ivi Rau                          |         | |
| Papenoo  | Marae Ui                               |         | Terre Ui, sur le plateau Atohei |
|          | Marae Muritahavai                      |         | Terre Ieiefaatautau |
|          | Marae Paepae Ori                       |         | Terre Aorai |
|          | Marae Putoa                            |         | |
|          | Marae Tepuaraa                         |         | Terre Pua |
|          | Marae To Maru                          |         | |
| Pirae    | Marae Matahihae                        |         | Près du pont Vavi, côté plage 600 m de la route |
|          | Marae Matahihae                        |         | Près du pont Vavi, côté montagne 600 m de la route |
| Pueu     | Marae Tahiti Aea                       |         | |
| Punaauia | Marae Apiriamore                       |         | Vallée de la Punaruu |
|          | Marae Punaauia ou Taputapuatea         |         | Marae du guerrier Tuatau |
|          | Marae Raitua                           |         | |
|          | Marae Rua                              |         | Farerapa |
|          | Marae Tahiti                           |         | Terre "Te Ara o Tahiti" rive droite de la Punaruu, 2 km à l'intérieur |
|          | Marae Taumeha                          |         | Près de la maison du chef |
|          | Marae Tetapia                          |         | |
|          | Marae Urufaro                          |         | Plateau Tetamanu |
| Taiarapu | Marae Tia-hupo                         |         | Construit par Vehiatua après la bataille de Papara de décembre 1768, avec les têtes des vaincus. |
| Taravao  | Marae Marumaru Atua                    |         | |
| Tautira  | Marae Atomovahine                      |         | |
|          | Marae Faatototino                      |         | |
|          | Marae Matahihae                        |         | |
|          | Marae Taputapuatea                     | Oro     | Au début du XVIIIe siècle, des prêtres venus de Raiatea introduisent à Tahiti le culte de Oro (1er marae Taputapuatea)                                                                                          |
|          | Marae Vaiotaha                         |         | Peut-être le même que Taputapuatea |
| Teahupoo | Marae Ahaurau                          |         | (ou Ahurau) Hotopuu |
|          | Marae Fenuaino                         |         | |
|          | Marae Matahihae                        |         | |
|          | Marae Tipuu                            |         | |
|          | Marae Tiria                            |         | (ou Titia) Près Hotopuu |
| Tiarei   | Marae Ai Fa                            |         | |
|          | Marae Potii Oparae                     |         | (ou Patiioparae)Terre Faaru |
|          | Marae Taaroa                           |         | |
|          | Marae Taioo                            |         | Terre Taioo |
| Toahotu  | Marae de Pou Riro                      |         | |
| Vairao   | Marae Nuutere                          |         | Face de l'école, début vallée Vaipohe - Marae de la cheffesse Tetuaumeretini |
|          | Marae Matahihae                        |         | |

| Lieu      | Sites              | Dédié à | Descriptif                                                    |
| --------- | ------------------ | ------- | ------------------------------------------------------------- |
| Afareaitu | Marae Tetii        |         | A 500 m du village                                            |
|           | Marae Titi         |         | Terre Matiti                                                  |
|           | Marae Umarea       |         | Face à la passe Tupapaurau de Afareaitu, sur une terre privée |
| Haapiti   | Marae Fareia       |         | Terre Tetuira                                                 |
|           | Marae Nuuroa       |         | Terre Nuurua a Varare                                         |
|           | Marae Taarauava    |         | Terre Taipua                                                  |
|           | Marae Tefano       |         |                                                               |
|           | Marae Tepa         |         | A Varere                                                      |
|           | Marae Vaiotaha     |         | Terre Teautaraa                                               |
|           | Marae Varari       |         | Terre Tetauaru                                                |
| Papetoai  | Marae Apootaata    |         |                                                               |
|           | Marae Taputapuatea |         |                                                               |
|           | Marae Tetitoa      |         | Opunohu                                                       |
| Teavaro   | Marae Ofai Pahu    |         |                                                               |
|           | Marae Ofai Tahinu  |         |                                                               |
|           | Marae Paruai       |         |                                                               |
|           | Marae Tahutumu     |         |                                                               |

| Lieu       | Sites | Dédié à | Descriptif |
| ---------- | ----- | ------- | ---------- |
| Tupuaimanu | Marae | Taaroa  |            |
|            |       |         |            |

## AuxÎles Sous-le-Vent
| Lieu     | Sites                 | Dédié à | Descriptif |
| -------- | --------------------- | ------- | ---------- |
| Opoa     | Marae de Taputapuātea | Oro     |            |
| Tevaitoa | Marae Tainuu          |         |            |
|          | Vaeara'i              |         |            |

| Lieu | Sites          | Dédié à                   | Descriptif |
| ---- | -------------- | ------------------------- | ---------- |
| X    | Marae de Auroa | Tane puis plus tard à Oro |            |

| Lieu    | Sites             | Dédié à | Descriptif   |
| ------- | ----------------- | ------- | ------------ |
| Anau    | Marae Temaruteaoa |         | Aihautai     |
|         | Marae Vaiotaa     | Oro     |              |
| Nunue   |                   |         |              |
| Vaitape | Marae             |         | Terre Vaiati |

| Lieu  | Sites                    | Dédié à | Descriptif       |
| ----- | ------------------------ | ------- | ---------------- |
| Maeva | Marae Avaroa             |         | Terre Avaroa     |
|       | Marae Fare Roi           |         | Terre Fariimoa   |
|       | Marae Fare Tou           |         | Terre Pohatuura  |
|       | Marae Haumaru            |         | Terre Tamarutaua |
|       | Marae Horo               |         | Terre Fariimoa   |
|       | Marae Horohaehaa         |         | Terre Vaitipiu   |
|       | Marae Matairea - rahi    |         |                  |
|       | Marae Mataitaria         |         | Terre Tereva     |
|       | Marae Maununu            |         | (ou Manuunuu)    |
|       | Marae Oavaura            |         | Terre Tupopoua   |
|       | Marae Teaiatupuna o Teui |         | Terre Vaitipiu   |
|       | Marae Teavaovai          |         | Terre Tereva     |
|       | Marae Tetianui           |         | Terre Tupopoua   |
|       | Marae Vaiotaha           |         | Terre Fariimoa   |
| Tiva  | Marae Anini              |         |                  |
|       | Marae Titoe              |         |                  |
|       | Marae Tiva               |         |                  |

## AuxÎles Australes
| Lieu  | Sites          | Dédié à | Descriptif |
| ----- | -------------- | ------- | ---------- |
| Amaru | Marae Tonoha'e |         |            |

## AuxÎles Marquises
| Lieu     | Sites                        | Dédié à | Descriptif |
| -------- | ---------------------------- | ------- | ---------- |
| Hakaui   | Pohaoupao (Tohua)            |         |            |
| Hatiheu  | Naniuni (Tohua)              |         |            |
|          | Vaiopetai (Paepae)           |         |            |
| Taiohae  | Marae Atuahoho               |         |            |
|          | Hopuau (Tohua)               |         |            |
|          | Marae Mahaiata               |         |            |
|          | Kanino Havaiki (Tohua)       |         |            |
|          | Tokuhii ou Tahuhanui (Tohua) |         |            |
|          | Koueva (Tohua)               |         |            |
|          | Vaiopetai (Paepae)           |         |            |
| Taipivai | Vahakekua (Tohua)            |         |            |

| Lieu   | Sites | Dédié à | Descriptif |
| ------ | ----- | ------- | ---------- |
| Puamau | Marae |         |            |